# Bad Muskau
Bad Muskau (phát âm tiếng Đức: [ˌbaːt ˈmʊskaʊ̯]; tên cũ Muskau, các ngôn ngữ Sorbia: tiếng Thượng Sorbia: Mužakow) là một thị xã ở Sachsen, Đức, là nơi có Park von Muskau. Thị xã này thuộc huyện Görlitz, bang tự do Sachsen.
Thị xã nằm trên Lusatian Neisse, tạo thành ranh giới với Ba Lan, bên Ba Lan là thị xã Łęknica.

## Dân địa phương nổi bật
- Nathaniel Gottfried Leske (1751-1786), nhà khoa học
- Leopold Schefer (1784-1862), nhà văn